# Bábonymegyer
Bábonymegyer is een plaats (község) en gemeente in het Hongaarse comitaat Somogy. Bábonymegyer telt 915 inwoners (2001).